# 重子暗物质
重子暗物质（或称普通暗物质）是种由重子（例如質子和中子等）组成的暗物质。主要表现为一些已不具备发光条件的气体或星体，例如棕矮星和大质量致密晕天体（MACHO）等。
重子暗物质总体质量的粗略数字可从太初核合成的质量计算或宇宙微波背景辐射的观察中获得。而两种计算方式都得出重子暗物质的总体质量大大小于宇宙暗物质总量的结论。
根据太初核合成学说的推论，原始物质的质量越大，相对的早期宇宙的密度也相对较大，而这将导致物质-氦4同位素的转换效率增大，而氘的量也会因此减少。倘若所有的暗物质都是由重子组成，宇宙的氘素肯定会比现在我们所能观察到的少多。由此就导出了以上的结论。